# 8647 Populus
8647 Populus este un asteroid din centura principală de asteroizi.

## Descriere
8647 Populus este un asteroid din centura principală de asteroizi. A fost descoperit pe 2 septembrie 1989 la Observatoire de Haute-Provence de Eric Walter Elst. Asteroidul prezintă o orbită caracterizată de o semiaxă mare de 2,28 ua, o excentricitate de 0,17 și o înclinație de 3,9° în raport cu ecliptica.